# جهاد أباد جشمة تاغي (دشت روم)
جهاد أباد جشمة تاغي (بالفارسية: جهادآباد چشمه تاگی) هي قرية تقع في إيران في قسم دشت روم الريفي. يقدر عدد سكانها بـ 23 نسمة .